# 官尊民卑
官尊民卑（かんそんみんぴ）とは福沢諭吉が述べた政治学用語の一つ。政府などといった官とされるものを尊いとし、逆に民間をそうではないとする概念である。「官民格差」などとも称される。

## 概要
『日本国語大辞典』は「政府や官吏を尊いものとし、一般人民や民間の事を卑しいものとすること。また、その考え」と解説する。
福澤諭吉は『福翁百話』で「吾々学者流に於ては人権平等の論を論ずること久し。官尊民卑も亦この論旨に反するものなるが故に」と述べ、官尊民卑という考え方を批判したほか、『学問のすすめ』第4編「学者の職分を論ず」で、官尊民卑の打破を目的とした民間の在野学者の使命を説くなど、一貫して官尊民卑を批判した。
渋沢栄一は「就中日本の現状で私の最も遺憾に思ふのは官尊民卑の弊が未だに止まぬ事である。官にある者ならば如何に不都合な事を働いても大抵は看過せられてしまふ。偶〻世間物議の種を作つて裁判沙汰となつたり、或は隠居をせねばならぬやうな羽目に遇ふ如き場合も無いでは無いが、官にあつて不都合を働いて居る全体の者に比較すれば、実に九牛の一毛、大海の一滴にも当らず、官にあるものの不都合なる所為は、或る程度まで黙許の姿であると申しても敢て過言で無いほどである」「又、民間にあるものが如何に国家の進運に貢献する功績を挙げてもその功が容易に天朝に認められぬに反し、官にある者は寸功があつたのみでも、直ぐに其れが認められて恩賞に与るやうになる」と、官尊民卑の傾向を批判した。
一般に、官尊民卑は批判的な文脈で用いられる場合が多く、文学作品の中でも「これが官尊民卑の旧習に気づいた上のことであるなら、とにもかくにも進歩と言わねばならなかった」（島崎藤村『夜明け前』）などの用例が見られる。また、首都圏より地方都市の方が官尊民卑の傾向が強いとされ、様々な業界や人物によって批判されている。

## 官尊民卑の具体例

### 叙勲制度
日本の叙勲は、戦後になっても職業格差が存在する。小川賢治は「大臣・国会議員・国公立大学教員・法曹官僚が最も高い等級の勲章を得、自衛隊出身者と私立大学教員が中程度の勲等に位置し、最も低位の勲章は警察官や消防官などに与えられている」「官僚と経営者は職位や企業規模によって勲等が決定されており、一般に階統性が存在している」として、「受勲者間に職業上の格差が存在し、そのヒエラルキーの頂点には極く限られた者のみが叙せられている」と指摘している。
また、叙勲に際して、官:民の比率を約6:4とする慣習が残っており、「長年にわたって地域社会に貢献してきた人よりも、選挙で選ばれたわけではない自治体幹部などが優先され、その地域社会の人たちも不自然に思うほど官民のバランスがとれていない」として、官尊民卑の傾向が強いとも指摘される。

### 私立学校への差別
明治18年（1883年）徴兵令改正は、官立と府県立学校の生徒と卒業生に兵役猶予や短期服役といった特典を与える一方で、私立学校には何ら特典を付与しないという、典型的な官尊民卑だった。慶應義塾大学の福澤諭吉は『時事新報』（1894年5月22日）に、次のような文章を残している。
又教育学問の事にしても、官の学校に養はれて卒業したるものは学士の称号を授けられて独り学者の名誉を専らにし、然らざるものは学術の実際如何に拘かかはらず社会に於ては殆んど顔色なからしめ、官立の学校には種々の特典を与へて其繁昌はんじょうを謀はかりながら、私立は之を擯斥ひんせきして恰あたかも其自滅を促し、又官立の教師は官吏同様に位階等を授けて其威光頗すこぶる高きに反し、私立の教師は恰も方外の徒ととして冷遇するが如き、凡そ此種の例を計ふるときは数限りもなきことにして、官尊民卑、専制時代の復色と見るの外ある可らず。
現代の日本では、学部学生の8割が私立大学で学んでいるにもかかわらず、学生1人あたりの公的財政支出は国立大学が私立大学の13倍となっている。「国立大学生は54万円を納付して256万円（運営費交付金以外の公財政支出等も勘案した場合は323万円）相当の教育を受けているが、私立大学生の家庭は122万円の学納金に対して138万円（経常費補助金以外の公財政支出等を勘案した場合は152万円）相当の教育しか受けていない上に、国立大学生に対する公財政支出の一部を負担していることになる」とするデータもあり、納税者間に著しい不平等が生じている。この現状に対して、日本私立大学協会は「旧態依然とした「官尊民卑」の感覚」「そもそも官僚は大蔵省（財務省）も含めて、公的な財源は国の機関に集中投資し、私学にはお余り程度にとどめるという、徳川時代からの官尊民卑思想が残存しているのではないか」と批判している。
また、国立大学の文系組織見直しに際して、日本学術会議は文系軽視とする声明を発したが、鈴木寛は「私立大学が社会の動向、学生の志向を踏まえながら、大学の文系教育が担うべき分野や内容について不断の見直しを続けていることは事実です」「私立大学の文系教育研究において果たしてきた役割と実績について、学術会議声明は全く眼中にないかのごとく、国立大学における文系組織の積極的見直しをなぜ文系全体の軽視に直結させて論じてしまうのか、理解できません。官尊民卑的思考枠組みが学術界にあるのかと疑ってみたくもなります」と述べている。

### 公務員
公務員やみなし公務員が官尊民卑と批判される場合がある。例えば、公務員の給与やボーナスが民間に比べて著しく高い点が「官民格差」と批判されるほか、障害者雇用水増し問題に際して、枝野幸男は「民間企業に事実上の義務化をしながら、政府が雇用していなかった背景には、官尊民卑的な古い考えが横たわっているのではないか」と批判した。